# Makinetka

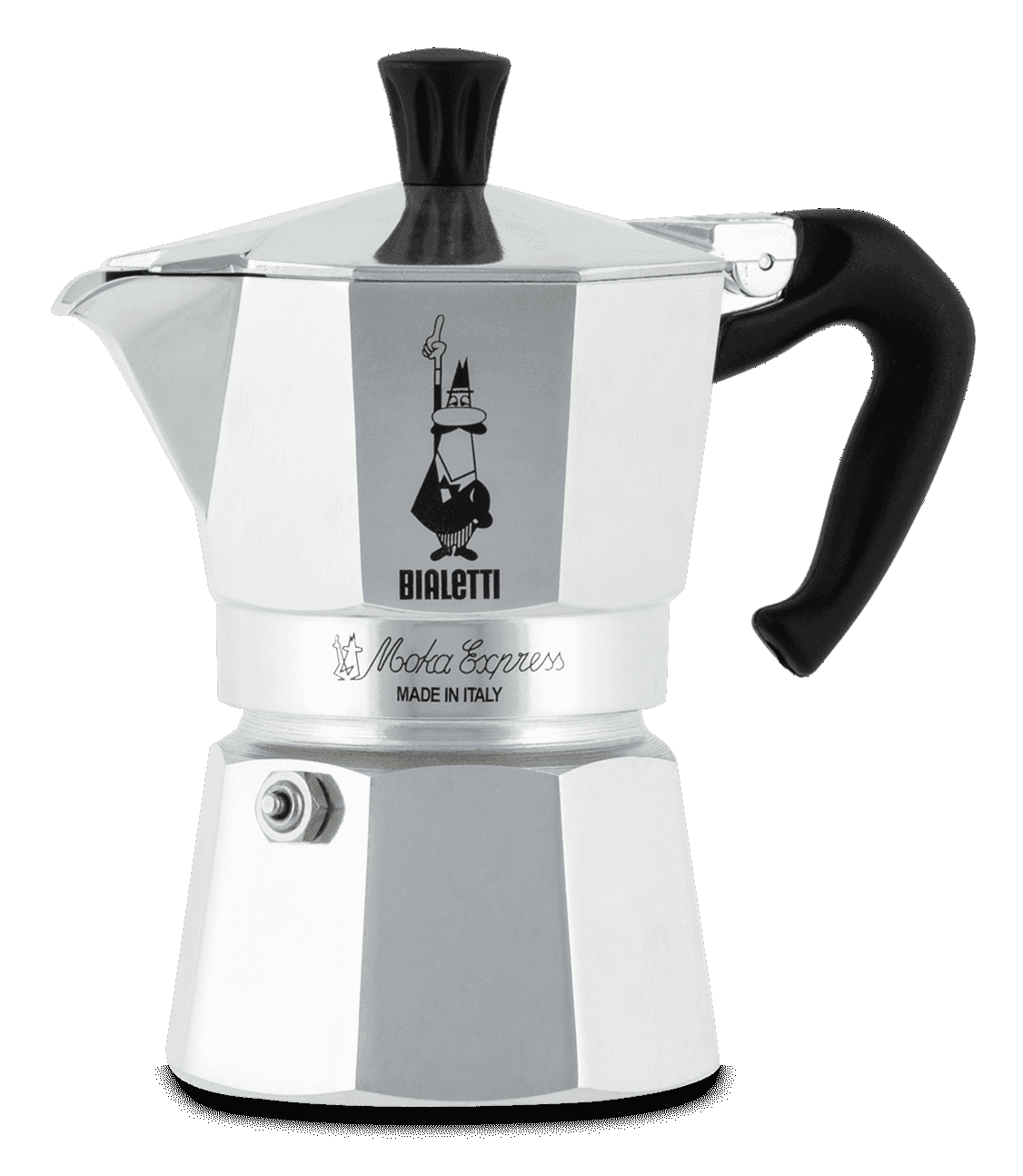
Typowa kawiarka

Makinetka, oryginalnie moka, często nazywana również kupresem, kafetierką, kawiarką – ciśnieniowy czajniczek do parzenia kawy. Makinetki są najbardziej popularne we Włoszech (samo określenie „makinetka” pochodzi od włoskiego macchinetta del caffè).

## Budowa

Przekrój pionowy makinetki

Makinetka zrobiona jest najczęściej ze stopu aluminium lub stali. Składa się zwykle z:
- podstawy z umieszczonym w niej zaworkiem bezpieczeństwa oraz gwintem (A),
- elementu lejkowatego (B),
- sitka,
- gumowej uszczelki,
- komory z przykrywką i rączką (C).

Istnieją również makinetki podłączane bezpośrednio do prądu.

## Użytkowanie
Sposób parzenia kawy:
- Do podstawy wlewa się wodę, najlepiej filtrowaną (aby nie osadzał się kamień, oraz by uzyskać lepszy w smaku napar) i podgrzaną do temp. 75-85 °C w ilości nieprzykrywającej zaworka bezpieczeństwa.
- Następnie wkładany jest lejek, do którego wsypuje się świeżo zmieloną kawę – trochę drobniej niż do dripa(inne języki), nieco grubiej niż do espresso. Kawę wsypuje się po brzegi, wyrównuje i usuwa jej resztki z brzegów. Kawy nie należy ubijać, lecz można lekko uklepać.
- Skręca się kafetierkę i stawia na palniku kuchenki gazowej lub elektrycznej. Po kilku minutach, gdy wrząca woda przesączy się wskutek ciśnienia przez kawę w sitku, do kafetierki wypływa zaparzona kawa.
- Gdy wypływający napar zaczyna być blady lub zaczyna pryskać, należy zdjąć kafetierkę ze źródła ognia i przerwać proces ekstrakcji poprzez schłodzenie dolnej komory (A). Można to zrobić poprzez zanurzenie dolnej części w misce z zimną wodą, umieszczenie dolnej części pod strumieniem bieżącej wody z kranu lub poprzez okrycie dolnej komory schłodzonym wcześniej w lodówce ręcznikiem.

## Konserwacja
- Klasyczna kafetierka wykonana jest ze stopów glinu (aluminium) – można myć ją tylko wodą, ponieważ środki chemiczne, zwłaszcza stosowane w zmywarkach, reagują ze stopem[potrzebny przypis].
- Po każdym użyciu należy kafetierkę oraz wyciągniętą z niej uszczelkę dokładnie przepłukać wodą i osuszyć.